# IMI International Top 20 Singles
A IMI International Top 20 Singles é uma parada musical semanal de singles internacionais na Índia, publicada pela Indian Music Industry (IMI) e apoiada pela Federação Internacional da Indústria Fonográfica (IFPI). Lançada em 21 de junho de 2021, é a primeira parada oficial reconhecida pela indústria da música na Índia. A parada é revisada pelo comitê do IMI Charts, composto por representantes da Universal Music Group, Sony Music Entertainment, Times Music e Warner Music Group. A parada é formulada pela BMAT Music Innovators usando dados de streaming da Amazon Music, Apple Music e Spotify.
O período de contagem semanal é de sexta a quinta-feira, com a parada publicada na segunda-feira seguinte. "Butter" do BTS foi a canção número um na edição inaugural da parada em 21 de junho de 2021.